# Daniel-Rops
Daniel-Rops (Épinal, 19 de janeiro de 1901 – Aix-les-Bains, 27 de julho de 1965) foi um escritor e historiador francês cujo verdadeiro nome era Henri Petiot.

## Biografia
Foi professor de História e diretor da revista Ecclesia (Paris), e tornou-se mundialmente famoso sobretudo pelas obras de historiografia que publicou: a coleção História Sagrada, que abrange os volumes: O povo bíblico (1943), Jesus no seu tempo (1945) e os onze tomos desta História da Igreja de Cristo (1948-65). Também foi autor de diversos ensaios, obras de literatura infantil e romances históricos, entre os quais destacam-se: Morte, onde está a tua vitória? (1934) e A espada de fogo (1938). Foi eleito para a Academia Francesa em 1955.

## Obras
- 1926: Notre inquiétude
- 1926: Sur le théâtre de H. R. Lenormand
- 1927: Le vent dans la nuit
- 1928: Le prince menteur
- 1928: Carte d’Europe
- 1929: L’âme obscure
- 1930: Deux hommes en moi
- 1931: Fauteuil 24: Édouard Estaunié
- 1932: Les années tournantes
- 1932: Le monde sans âme
- 1933: Péguy
- 1933: Severa
- 1934: Mort, où est ta victoire?
- 1934: Éléments de notre destin
- 1935: Le Cœur complice
- 1935: La Misère et nous
- 1936: La Pureté trahie
- 1936: Rimbaud, le drame spirituel
- 1937: Le Communisme et les Chrétiens (en collaboration)
- 1937: Ce qui meurt et ce qui naît
- 1937: Tournant de la France
- 1938: Présence et poésie
- 1938: Le Courtinaire
- 1938: La Maladie des sentiments
- 1938: La Main d’un juste
- 1938: La France veut la liberté (en collaboration)
- 1939: L’Épée de feu
- 1939: Le Mystère animal: l’animal cet inconnu (en collaboration)
- 1939: Une campagne de “Temps présent”: la paix par le Christ (en collaboration)
- 1941: L’Avenir de la science (en collaboration)
- 1941: La Femme et sa mission (en collaboration)
- 1941: Mystiques de France
- 1941: L’Ombre de la douleur
- 1941: La signification héroïque de Péguy et de Psichari
- 1941: Vouloir
- 1942: Où passent les anges
- 1942: Psichari
- 1943: L’Œuvre grandissante de Patrice de La Tour du Pin
- 1943: Par-delà notre nuit
- 1943: Le Peuple de la Bible
- 1943: Comment connaissons-nous Jésus?
- 1944: Trois images de la grandeur
- 1944: Péguy et la vraie France (en collaboration)
- 1945: Jésus en son temps
- 1946: Quêtes de Dieu. Trois tombes, trois visages
- 1946: Notre histoire. I, Des origines à 1610
- 1946: Histoire sainte de mes filleuls
- 1946: Un héraut de l’Esprit: Saint Paul
- 1946: Boquen, témoignage d’espérance
- 1946: Deux études sur William Blake
- 1947: Notre histoire. II, De 1610 à nos jours
- 1947: Aux silences du cœur
- 1947: Ce visage qui nous regarde
- 1947: L’Évangile de mes filleuls. Lourdes
- 1947: Marges de la prière
- 1947: La Nuit du cœur flambant
- 1947: Sept portraits de femmes
- 1947: Terre fidèle
- 1948: Diane blessée
- 1948: Histoire de l’Église du Christ. I, L’Église des apôtres et des martyrs
- 1948: Pascal et notre cœur
- 1948: Le Sang des martyrs
- 1948: Les Évangiles de la Vierge
- 1949: De l’amour humain dans la Bible
- 1949: La Vie du Christ dans la culture française
- 1949: Rencontre avec Charles Du Bos
- 1949: Histoire sainte illustrée
- 1949: Chants pour les abîmes
- 1949: Orphiques
- 1950: Histoire de l’Église du Christ. II, L’Église des temps barbares
- 1950: Le Christ, thème éternel
- 1950: L’Histoire sainte des petits enfants
- 1950: Légende dorée de mes filleuls[1]
- 1950: Toi aussi, Nathanaël
- 1950: Préface du Journal d'Anne FRANK
- 1951: Le Roi ivre de Dieu
- 1951: Noé et son grand bateau
- 1951: ABC du petit chrétien
- 1951: Les Aventuriers de Dieu. Bartolomé de Las Casas
- 1951: Histoire de Jonas. Missa est
- 1952: Le Drame des Templiers
- 1952: Le Pèlerin à la coquille
- 1952: Rome
- 1952: La Thérapeutique dans l’Ancien Testament
- 1952: Saint Paul, conquérant du Christ
- 1952: Histoire de l’Église du Christ. III, L’Église de la cathédrale et de la croisade
- 1953: Chemin de Croix. Claire dans la clarté
- 1953: Diptyque pour le temps de Pâques
- 1953: Jésus disait à ses amis
- 1953: Les Miracles du Fils de Dieu
- 1953: Le Porche de Dieu fait homme
- 1953: Quand un saint arbitrait l’Europe: saint Bernard
- 1954: Être des saints
- 1954: La Vie du Christ dans les chefs-d’œuvre de la peinture
- 1954: Histoire sainte
- 1954: L’Évangile de la pierre
- 1954: La Passion
- 1955: Saint Paul, aventurier de Dieu
- 1955: Qu’est-ce que la Bible?
- 1955: Histoire de l’Église du Christ. IV, L’Église de la Renaissance et de la Réforme
- 1955: Aux lions, les Chrétiens!
- 1955: Comment on bâtissait les cathédrales
- 1956: Apôtres et martyrs
- 1957: Claudel tel que je l’ai connu
- 1958: Histoire de l’Église du Christ. V, L’Église des temps classiques
- 1959: Monsieur Vincent
- 1960: Histoire de l’Église du Christ. VI, L’Église des révolutions 1: En face de nouveaux destins (1789-1870)
- 1961: La Vie quotidienne en Palestine au temps de Jésus
- 1962: Saint Bernard et ses fils
- 1962: Vatican II, le concile de S. S. Jean XXIII
- 1963: Histoire de l’Église du Christ. VII, L’Église des révolutions 2: Un combat pour Dieu (1870-1939)
- 1964: Chant pour un roi lépreux
- 1965: Histoire de l’Église du Christ. VIII, L’Église des révolutions 3: Ces Chrétiens nos frères